# Chung Hoi Yuk
Chung Hoi Yuk (chinesisch 鍾海玉; * 27. März 1964) ist eine chinesische Badmintonspielerin aus Hongkong.

## Karriere
Chung Hoi Yuk gewann 1992 bei der Asienmeisterschaft Silber im Mixed mit Chan Siu Kwong. Bei den US Open und den French Open 1992 belegte sie jeweils den 5. Platz. 1993 stand sie bei den Portugal International im Finale des Damendoppels, unterlag dort jedoch mit Wong Chun Fan gegen Marina Andrievskaia und Marina Yakusheva.

## Sportliche Erfolge
| Saison | Veranstaltung          | Disziplin   | Platz | Name                           |
| ------ | ---------------------- | ----------- | ----- | ------------------------------ |
| 1992   | Asienmeisterschaft     | Mixed       | 2     | Chan Siu Kwong / Chung Hoi Yuk |
| 1992   | US Open                | Damendoppel | 5     | Wong Chun Fan / Chung Hoi Yuk  |
| 1992   | French Open            | Damendoppel | 5     | Wong Chun Fan / Chung Hoi Yuk  |
| 1993   | Hong Kong Open         | Damendoppel | 3     | Chen Yin Sat / Chung Hoi Yuk   |
| 1993   | Portugal International | Damendoppel | 2     | Wong Chun Fan / Chung Hoi Yuk  |